# 拉賈·楚罕
拉賈·楚罕（英語：Rajat Chauhan，1994年12月30日—），是一名印度的男子射箭運動員。他曾獲得2014年亞洲運動會男子團體複合弓金牌以及2018年亞洲運動會男子團體複合弓銀牌。